# Wielokąt skośny
Wielokąt skośny – łamana zamknięta złożona z {\displaystyle n} odcinków, nie leżących w jednej płaszczyźnie. Wielokąt skośny musi mieć przynajmniej 4 wierzchołki.
Wielokąt skośny jest foremny, jeśli wszystkie jego boki są równe i jeśli jest izogonalny.